# Algeriets folkomröstning om självständighet
Folkomröstningen om Algeriets självständighet hölls i Algeriet den 1 juli 1962. 99,72 % röstade för självständighet och endast 0,28 procent röstade emot. Valdeltagandet uppgick till 91,88 procent. Den 3 juli deklarerades den tidigare kolonialmakten Frankrike att Algeriet från och med detta datum är ett självständigt land. 

## Resultat
| Val                        | Antal röster | Procent |
| -------------------------- | ------------ | ------- |
| För                        | 5.975.581    | 99,72   |
| Emot                       | 16.534       | 0,28    |
| Ogiltiga och blanka röster | 25.565       | -       |
| Total                      | 6.017.680    | 100     |